# Ludwik Fiedorowicz
Ludwik Fiedorowicz (ur. 26 lipca 1948 w Rzeczce) – polski artysta plastyk, projektant szkła użytkowego.

## Wykształcenie
Ludwik Fiedorowicz ukończył studia w 1973 na Wydziale Szkła w Państwowej Wyższej Szkole Sztuk Plastycznych we Wrocławiu (obecnie Akademia Sztuk Pięknych im. Eugeniusza Gepperta). W 1974  współpracował z Hutą Szkła Gospodarczego „Hortensja” w Piotrkowie Trybunalskim. W kolejnych latach  pracował w Hucie Szkła Gospodarczego w Ząbkowicach (obecnie dzielnica Dąbrowy Górniczej). Od 1975 pracował w niej jako projektant, w latach 1975 do 1979 również w oddziale huty w Siemianowicach Śląskich. Od końca lat 70. XX w. związał się z kolejnym oddziałem Ząbkowic – z Hutą Szkła Artystycznego „Staszic” w Dąbrowie Górniczej, gdzie został kierownikiem artystycznym i pracował do 1992. Uczył również projektowania szkła w latach 1983-1984 w Państwowym Liceum Sztuk Plastycznych w Dąbrowie Górniczej (obecnie Zespół Szkół Plastycznych im. Tadeusza Kantora). W 1993 zajął stanowisko plastyka miejskiego w Sosnowcu, gdzie pracował do emerytury.

## Dorobek artystyczny
Ludwik Fiedorowicz stworzył szereg projektów szkła użytkowego – wazonów, amfor, dzbanów, mis głównie podczas swojej pracy w HSA „Staszic”. W swoim dorobku ma takie projekty jak m.in. zestaw „Lars” lub „Bratki”. Przez cały okres swojej pracy plastycznej brał udział w co najmniej 27 wystawach krajowych i zagranicznych, zdobył III Nagrodę i Brązowy medal w kategorii szkła unikatowego na Ogólnopolskiej Wystawie Szkła Artystycznego i Użytkowego, Katowice 1977 oraz wyróżnienie na Ogólnopolskiej Wystawie Szkła Unikatowego i Przemysłowego Katowice 1979. Obecnie jego prace można oglądać na stałych wystawach w Muzeum w Sosnowcu, Muzeum w Gliwicach, Muzeum Narodowym we Wrocławiu oraz na szeregu wystaw czasowych.

## Udział w najważniejszych wystawach
- Ogólnopolska Wystawa Szkła Artystycznego i Użytkowego, Katowice 1974
- Konfrontacje 75 – Szkło i Ceramika, Warszawa 1975
- Wystawa Szkła Gliwice 75, Muzeum w Gliwicach 1975
- Międzynarodowe Triennale Szkła i Porcelany, Jablonec 1976
- Ogólnopolskie Triennale Szkła, Kłodzko 1976
- Ogólnopolska Wystawa Szkła Artystycznego i Użytkowego, Katowice 1977
- Wystawa Szkła Studyjnego, Coburg 1978
- Ogólnopolska Wystawa Szkła Unikatowego i Przemysłowego, Katowice 1979
- Wystawa stała w Muzeum Szkła Współczesnego, Sosnowiec 1980 – 1994
- 100 Ans d’art. verrier en Europe, Bruksela i Luksemburg 1983
- Polskie szkło artystyczne, BWA Katowice, 1985
- Polskie szkło współczesne, wystawa stała Muzeum w Sosnowcu, od 1996 do chwili obecnej
- Polskie szkło współczesne użytkowe i artystyczne, Muzeum Częstochowskie, Częstochowa 2007
- Szklane inspiracje, Muzeum w Sosnowcu 2010
- Wzornictwo Huty Szkła Gospodarczego „Ząbkowice”. Eryka i Jan Drostowie, Muzeum Narodowe we Wrocławiu 2000